# Typhlodromus vescus
Typhlodromus vescus är en spindeldjursart som beskrevs av van der Merwe 1968. Typhlodromus vescus ingår i släktet Typhlodromus och familjen Phytoseiidae. Inga underarter finns listade i Catalogue of Life.